# 중국뛰는쥐
중국뛰는쥐(Eozapus setchuanus)는 뛰는쥐과에 속하는 설치류의 일종이다. 중국뛰는쥐속(Eozapus)의 유일종이다. 중국의 토착종이다. 자연 서식지는 온대 기후 지역 숲과 스텝 지대, 산악 지대의 목초지이다. 서식지 파괴에 대해 일부 내성을 갖고 있기 때문에 국제 자연 보전 연맹(IUCN)이 "관심대상종"으로 지정하고 있다.

## 특징
중국뛰는쥐의 머리부터 몸까지 길이는 70~100mm이고, 꼬리는 115~144mm이다. 등 쪽의 털은 척추를 따라서 진한 갈색 띠가 아래로 이어지지만, 그 이외는 불그스레한 갈색 또는 황토색이고 옆구리는 연한 불그스레한 갈색을 띠며, 하체는 흰색이다. 승명 아종 E. s. setchuanus은 배 중앙에 좁은 갈색의 줄무늬가 있지만, 아종 E. s. vicinus의 배 쪽은 완전히 희다. 뒷다리는 앞다리보다 더 길고, 네 발로 기어서 움직이거나 일련의 짧은 도약과 함께 움직인다. 드물게 짧은 털이 덮인 긴 꼬리를 갖고 있으며, 꼬리 끝은 희고, 그 외 윗쪽은 회색빛 갈색이고 아래쪽은 희다.

## 분포 및 서식지
중국뛰는쥐는 중국 중부의 토착종으로 칭하이성과 쓰촨성, 윈난성, 간쑤성, 닝샤 후이족 자치구 지역에서 발견된다. 산악 종의 일종으로 해발 3000m와 4000m 사이의 고지에서 발견된다. 관목 스텝 지대와 산악 목초지의 숲에서 서식한다. 물가 근처의 추운 숲 지역에서도 살며, 삼림 벌채된 지역의 아직 나무가 자라지 덤불 지역에서도 발견된다. 초본 식물을 주로 먹는다.